# فبراير
- السبت
- الأحد
- الاثنين
- الثلاثاء
- الأربعاء
- الخميس
- الجمعة

- 12 شعبان 1446  هـ
- 23 شعبان 1446  هـ
- 34 شعبان 1446  هـ
- 45 شعبان 1446  هـ
- 56 شعبان 1446  هـ
- 67 شعبان 1446  هـ
- 78 شعبان 1446  هـ
- 89 شعبان 1446  هـ
- 910 شعبان 1446  هـ
- 1011 شعبان 1446  هـ
- 1112 شعبان 1446  هـ
- 1213 شعبان 1446  هـ
- 1314 شعبان 1446  هـ
- 1415 شعبان 1446  هـ
- 1516 شعبان 1446  هـ
- 1617 شعبان 1446  هـ
- 1718 شعبان 1446  هـ
- 1819 شعبان 1446  هـ
- 1920 شعبان 1446  هـ
- 2021 شعبان 1446  هـ
- 2122 شعبان 1446  هـ
- 2223 شعبان 1446  هـ
- 2324 شعبان 1446  هـ
- 2425 شعبان 1446  هـ
- 2526 شعبان 1446  هـ
- 2627 شعبان 1446  هـ
- 2728 شعبان 1446  هـ
- 2829 شعبان 1446  هـ

- يناير
- فبراير
- مارس
- أبريل
- مايو
- يونيو
- يوليو
- أغسطس
- سبتمبر
- أكتوبر
- نوفمبر
- ديسمبر

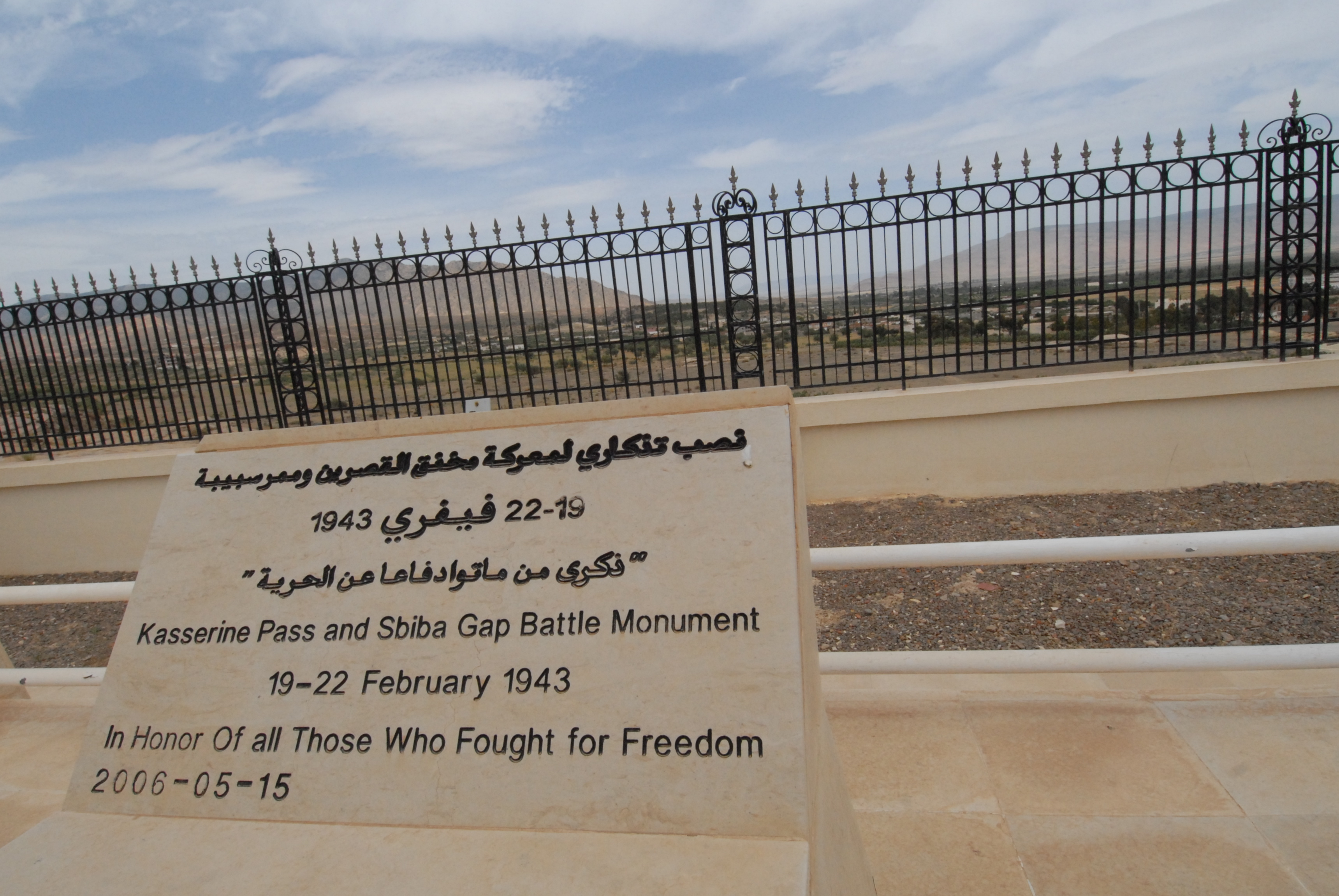
يسمى الشهر فيفري في تونس والجزائر

فبراير (بالإنجليزية: February) أو فيفري (بالفرنسية: Février) أو شباط هو الشهر الثاني في السنة في التقويم الجريجوري وهو أقصر الشهور الجريجورية والوحيد الذي يبلغ عدد أيامه 28 أو 29 يوما. ويكون الشهر 29 يوما في السنة الكبيسة، وذلك في السنين التي يمكن قسمتها على أربعة (فيما عدا السنين التي يمكن قسمتها على 100 وليس على 400). وفيما عدا ذلك فإن الشهر 28 يوم، تستعمل هذه التسمية في مصر والسودان والمغرب وبعض بلدان الخليج في حين يسمى شباط في بلاد الشام والعراق من جذر شبط السّرياني الذي يُفيد الضرب والجلد والسَّوط، أو يفيد الهبوب الشديد للرياح وفيفري في تونس والجزائر.
يبدأ فبراير (في علم التنجيم) عندما تكون الشمس في برج الجدى وينتهي في برج الدلو. وفلكيا عندما تبدأ الشمس في برج الدلو وتنتهى في برج الحوت.
تم تسمية الشهر على على اسم فيبروس "Februus", إله النقاء الروماني. وقد كان يناير وفبراير آخر الشهور التي تمت إضافتها للتقويم الروماني، فقد عدَّ الرومان أن الشتاء فترة لا تحتوي على شهور. وتقريبا في عام 700 قبل الميلاد قام رومولوس خليفة الملك نوما بومبيليوس بإضافة الشهور يناير وفبراير ليصبح التقويم مساويا للسنة القمرية. وقد كان فبراير حسب ما إقترحه نوما يحتوى على 29 يوم (30 يوم في السنة الكبيسة).ولكن أغسطس قام بحذف يوم من شهر فبراير ووضعه في شهر أغسطس (والذي تم تسميته كذلك للشهر تكستاليليس) وذلك لتمجيد اسمه، بحيث لا يحتوى شهر يوليوس قيصر يوليو على أيام أكثر.وعموما فهناك إثباتات تاريخية لهذا الأمر.
وقد كان فبراير في الأصل آخر الشهور في التقويم الروماني، حيث كانت السنة تبدأ في مارس. وفي فترات معينة قام القساوسة الرومان بإضافة شهر ميرسيدونيوس لربط السنة بالفصول.
الأسماء التاريخية لفبراير تتضمن شهر الشمس "Solmoneth" باللغة الأنجلو-الساكسونية. وشهر الكرنب "Kale-monath" حسب تسمية شارل الأعظم. وفي التقويم الياباني القديم، يطلق على الشهر كايزاراجي (如月, 絹更月 أو 衣更月). كما أنه أحيانا يسمى مومتسوكى (梅見月) أو كونوميتسوكي (木目月). وفي اللغة الفنلندية يسمى هيلميكو "helmikuu" أي شهر اللؤلؤ.
وقد ينطق فبراير بدون الراء الأولى في بعض اللغات «فباير». وقد يكون هذا من باب التشابه مع الشهر يناير.

## أحداث فبراير
- عجلة الزمن الوثنية يبدأ فبراير عند أو بالقرب إمبولك في نصف الكرة الأرضي الشمالي ولوجناساد في نصف الكرة الجنوبي.
- في أيرلندا 1 فبراير إمبولك، عيد القديس بريجيد (النصير الثاني الأيرلندي) واليوم الأول للربيع. وفي التقويم الأيرلندي يسمى الشهر فيبرا.
- 2 فبراير كاندلماس ويوم جروندوج.
- 3 فبراير سيتسبون (節分) في التقويم الياباني.
- 4 فبراير ريشون (立春) في التقويم الياباني.
- 12 فبراير يوم ميلاد لورد فاوست.
- 14 فبراير يوم القديس فالانتين.
- 14 فبراير/شباط 2017 الموافق 16 جُمادى الأولى 1438 - وفاة نجاح أديب الساعاتي، أوَّل صيدلانيّة تتخرَّج من الجامعة السورية وَدفنها في مقبرة تل النصر بعد أن صُلِّي عليها في مَسجد قِباء عقب صلاة الظهر في يوم الأربعاء 15 فبراير 2017.
- 15 فبراير - مظاهرات الخامس عشر من فبراير عام 2003 المضادة للحرب على العراق.
- 17 فبراير الثورة الليبية ضد نظام العقيد معمر القذافي.
- 19 فبراير اغتيال محمد محمد صادق الصدر من قبل رجال مسلحين تابعين لحزب البعث وقيام انتفاضة العراق 1999.
- 21 فبراير يوم الشهيد ويتم الاحتفال به من قبل أهل البنغال.
- 21 فبراير - عيد الأم.
- في الولايات المتحدة فبراير هو شهر التاريخ الأسود.
- 23 فبراير - يوم التأسيس السعودي
- 25 فبراير - عيد استقلال لـدولة الكويت.
- 26 فبراير - عيد التحرير لـدولة الكويت.
- 28 فبراير - تفجير إرهابي في مدينة الحلة وسط العراق، أدى إلى مقتل وآصابة نحو 300 شخص تبناه تنظيم القاعدة.

## نبذات
- في السنين البسيطة يبدأ فبراير في نفس اليوم من الأسبوع مثل مارس ونوفمبر، وفي السنين الكبيسة يبدأ في نفس اليوم من الإسبوع مثل أغسطس.
- زهرة فبراير هي القرنفل.
- حجر فبراير هو الزمرد.
- مواليد شهر فبراير إمابرج الحوت أو برج الدلو.

## مواليد 29 فبراير
هناك حوالي 4.000.000 شخص حول العالم ولد في هذا اليوم.
وهذا اليوم من أيام السنة الكبيسة.
أي أن هؤلاء الأشخاص لا يحتفلون بعيد ميلادهم إلا مرة واحدة كل أربع سنوات.

## وصلات خارجية
- كيف يصبح فبراير 28 يوم?